# La vaca que riu
La vaca que riu, en francès: La vache qui rit i en anglès:The Laughing Cow, és una marca registrada de formatge processat per a untar que fabrica, des de 1921, l'empresa multinacional francesa Bel.

## El producte
Aquest formatge és una mescla de nata, llet i de formatges frescos i curats, particularment els Comte, que són pasteuritzats per aturar el procés de maduració. El formatge La vaca que riu pot romandre fora de la nevera durant un període limitat de temps. Típicament es presenta en porcions triangulars i en una capsa rodona i plana.
A més d'en triangles també es presenta en altres formats com són els quadrats, rectangles o en tub.
- Pik & Croq són snacks amb la forma de bastons de pa i formatge per untar
- Ma P'tite Vache Qui Rit, per a menjar amb cullera, pensada especialment per a la mainada
- Toastinette llesques, similar a Kraft Singles
- Cubs per aperitiu anomenats Cheez & Fun i Apér,cube, PartyCubes, Mini Cubes, Belcube.

## Fabricació
El procés industrial de fabricació de formatge elaborat va ser inventat per Fritz Stettler l'any 1911.
La vaca que riu es fabrica a partir de diversos tipus de subproductes de llet pasteuritzada o llet crua fresques o refinades d’indústries formatgeres conegudes, com les d’Emmental Comté, Gouda, Cheddar als quals s'afegeixen llet desnatada, mantega, formatges, proteïnes de la llet, sals de ferro: polifosfats, citrats, difosfats i fosfats de sodi, sal comuna. Es fonen en mescladors escalfats i, per tant, es barreja la pasta amb sals de fusió. El producte acabat no requereix emmagatzematge en fred.

## Evolució de la marca
La Vaca que riu és vermella i blanca i jovial, gairebé sempre es representa amb arracades a les orelles les quals semblen les capses rodones del formatge. L'any 1921, Leon Bel va registrar aquesta marca comercial anomenada "La Vache qui rit," a França. El mateix Leon Bel en va fer el dibuix original després d'haver vist durant la Primera Guerra Mundial un vagó de carn anomenat "La Wachkyrie," un joc de paraules sobre Valquíria. Al principi la vaca no reia ni tampoc era vermella ni portava arracades. Aquesta patent va ser la primera marca registrada d'un formatge de França. El 1924, el famós dibuixant Benjamin Rabier, edità la imatge ja força propera a l'actual. Les bandes blaves i blanques de la capsa daten de 1955. L'actual logo utilitza un efecte Droste.
La marca La vaca que riu s'ha fet molt popular a tot el món.